# Alcorisa
Alcorisa település Spanyolországban, Teruel tartományban. Alcorisa Alcañiz, Alloza, Calanda, Castellote, Foz-Calanda, La Ginebrosa, Mas de las Matas, Los Olmos, Andorra és Berge községekkel határos. Lakosainak száma 3234 fő (2024).

## Népesség
A település lakosságának változását az alábbi diagram mutatja:
| Lakosok száma | 3267 | 3495 | 3650 | 3698 | 3556 | 3433 | 3313 | 3266 | 3252 | 3234 |
|               | 2001 | 2004 | 2007 | 2009 | 2012 | 2014 | 2017 | 2019 | 2022 | 2024 |